# Paraclisis miriceps
Paraclisis miriceps är en insektsart som först beskrevs av Kellogg och Kuwana 1902.  Paraclisis miriceps ingår i släktet Paraclisis och familjen fjäderlöss. Inga underarter finns listade i Catalogue of Life.